# Loch Ard
Loch Ard (schottisch-gälisch: Loch na h-Àirde) ist ein Süßwassersee am Rand der schottischen Highlands. Loch Ard liegt in der Council Area Stirling etwa 15 km südwestlich von Callander zwischen Loch Lomond und Loch Katrine im Loch Lomond and the Trossachs National Park. 
Loch Ard ist etwa vier Kilometer lang und zwei Kilometer breit. Im südwestlichen Teil des Sees befinden sich zwei Inseln. Auf der größeren von beiden, der Insel St. Mallo, welche teilweise auch Eilean Gorm genannt wird, befindet sich die Ruine einer Kapelle. Die kleinere Insel trägt den Namen Dundochill. 
Hauptzufluss des Loch Ard ist der 4,5 km lange Bach Chon Water, der dem Loch Chon entströmt und den kleinen See Loch Chu durchfließt. Abfluss des Loch Ard ist der Forth, der bei Kincardine östlich von Stirling in den Firth of Forth und damit letztlich in die Nordsee mündet. 
Loch Ard gilt als einer der malerischsten Seen Schottlands. Durch seine geschützte Lage ist er bei Kajakfahrern sehr beliebt. Darüber hinaus beherbergt der See einen Ruderklub. Das Gelände um Loch Ard zieht vor allem viele Mountain-Biker an. Angler kommen in erster Linie wegen der zahlreichen Bachforellen im See, in dem aber auch Hechte und Barsche gefangen werden können.
Loch Ard ist mit dem Auto von Osten und von Nordwesten über die B829 einfach zu erreichen. Im Süden grenzt der See an den Queen Elizabeth Forest Park, durch den keine Straße führt. Am Ufer von Loch Ard liegen die Dörfer Kinlochard und Milton, die jeweils durch die B829 erschlossen werden.

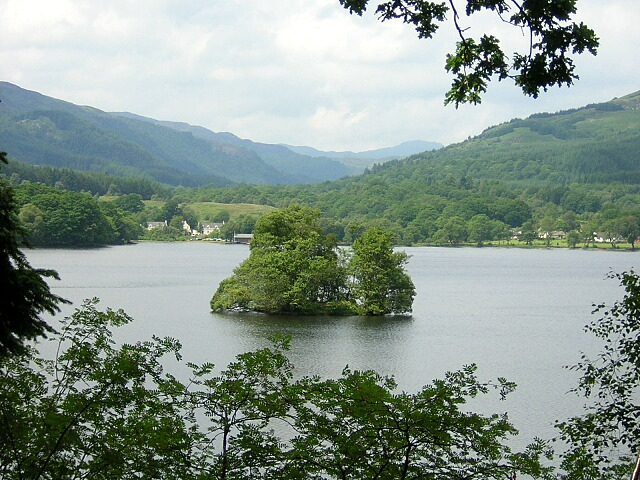
Crannóg im Loch Ard